# I Will Survive
I Will Survive este o melodie a lui Gloria Gaynor, realizată în octombrie 1978. A primit două discuri de platină din partea RIAA.